# Hubbathala
Hubbathala (o Hubbathalai) è una suddivisione dell'India, classificata come census town, di 10.974 abitanti, situata nel distretto dei Nilgiri, nello stato federato del Tamil Nadu. In base al numero di abitanti la città rientra nella classe IV (da 10.000 a 19.999 persone).

## Geografia fisica
La città è situata a 11° 21' 03 N e 76° 45' 45 E.

## Società

### Evoluzione demografica
Al censimento del 2001 la popolazione di Hubbathala assommava a 10.974 persone, delle quali 5.335 maschi e 5.639 femmine. I bambini di età inferiore o uguale ai sei anni assommavano a 1.231, dei quali 610 maschi e 621 femmine. Infine, coloro che erano in grado di saper almeno leggere e scrivere erano 8.015, dei quali 4.358 maschi e 3.657 femmine.